# Charles Hernu
Pour les articles homonymes, voir Hernu.
Eugène Charles Hernu, né le 3 juillet 1923 à Quimper et mort le 17 janvier 1990 à Bron, est un homme politique français. Député-maire PS de Villeurbanne, il devient ministre de la Défense sous la présidence de François Mitterrand jusqu'à sa démission en 1985 à la suite de l'affaire du Rainbow Warrior.

## Biographie

### Jeunesse et Seconde Guerre mondiale
Fils d'un gendarme franc-maçon, arrière-petit-fils d'Eugène Hernu, représentant au conseil central de la Commune de Paris et déporté à Nouméa avec Louise Michel, lointain descendant selon certains historiens (comme Claude Manceron) du comte de Hornes, lequel s'illustre dans la Révolte des gueux, il est élève de l'école primaire supérieure des Minimes à Lyon mais n'obtient aucun diplôme.
Sous le régime de Vichy, il est incorporé dans les Chantiers de jeunesse. Selon Franc-maçonnerie magazine cité par Le Point, Charles Hernu effectue un stage en avril 1944 à l'École des cadres de Mayet-de-Montagne, dans l'Allier. Il est ensuite nommé délégué départemental à l'information sociale pour le département de l'Isère. La mission des délégués est la suivante : « briser l'hostilité contre la relève et contribuer au climat de collaboration franco-allemande [...] en faisant comprendre le caractère européen de la lutte menée par l'Allemagne contre le bolchevisme ». Il occupe ce poste de mai à juillet 1944.
Marié à Jeanne Puillat, une institutrice de Villeurbanne, ils ont un fils, Maxence.
À la Libération, Charles Hernu est arrêté en raison de ses activités comme délégué départemental à l'Information sociale. Il est emprisonné à la prison de Grenoble d'octobre 1944 jusqu'au début de l'année 1945 puis libéré sans jugement. Alors qu'il est détenu, Hernu fait l'objet d'une plainte déposée contre le « délégué départemental à l'information sociale » le 11 octobre 1944 par Léopold Wolberg, un fourreur juif de Grenoble dont deux des fils, Henri âgé de 14 ans et René âgé de 17 ans, sont morts en déportation et dont le magasin avait été placé sous séquestre en vertu des lois antijuives. Le commerçant accuse Hernu d'avoir dévalisé son magasin muni d'une réquisition délivrée par la préfecture de l'Isère le 22 juin 1944. Interrogé par la police dans sa cellule, le futur ministre de la Défense nationale nie avoir occupé les lieux et dévalisé le magasin d'Arthur Wolberg, mais admet avoir demandé et obtenu sa réquisition alors que son propriétaire était pourchassé par les Allemands. Hernu est brièvement incorporé sous les drapeaux à sa sortie de prison dans un régiment homologué FFI avant d'être réformé. Son court passage dans ce régiment lui permet plus tard d'avancer un passé de résistant. Au milieu des années 1950, l'ancien collaborateur Georges Albertini utilise ces éléments pour distiller des informations sur le passé de l'intéressé, que celui-ci a constamment minorées ou niées. Bien que son fils, Patrice Hernu, ait prétendu plus tard que son père avait été totalement blanchi par un comité d'épuration après la guerre, aucun élément n'est jamais venu étayer cette assertion.
Évoquant cette période, Le Monde explique en 1996, en s'appuyant sur la biographie écrite par Jean Guisnel : « Charles Hernu était prisonnier d'un secret de jeunesse : son appartenance en 1944 à l'administration de Vichy. »

### Ascension politique
Après la guerre, Hernu rejoint son père au Parti radical dont il devient un cadre local dans la section du Rhône.
Partant pour Paris sur le conseil de Pierre Mendès France[réf. nécessaire], il travaille en 1947 comme journaliste au Centre national du commerce extérieur (CNCE). Jacques Mitterrand, Grand Maître du Grand Orient de France[réf. nécessaire], lui en ayant confié les patentes originelles, il réanime en 1953 le « Club des jacobins », proche de la gauche radicale et qui soutient Pierre Mendès France, club qu'avaient fréquenté les jeunes Turcs avant la guerre.
Le 2 janvier 1956, il est élu député du 6e secteur de la Seine (Aubervilliers, Saint-Denis, Montreuil, Vincennes), sous l'étiquette Front républicain. Après l’arrivée du Général de Gaulle au pouvoir, il perd son mandat de parlementaire.
En 1956, Georges Albertini, à l'époque animateur de la revue anticommuniste Est-Ouest et proche de Guy Mollet et de Jean-André Faucher, ancien collaborateur sauvé par Hippolyte Worms dont il a partagé la cellule, distille dans la presse les révélations sur le passé d'Hernu sous l'Occupation. C'est le dossier Albertini que fait connaître le journaliste d'extrême droite Nicolas Tandler tant pour alimenter les informations sur le passé vichyste d'Hernu, que celles concernant son rôle supposé d'espion à la solde de l'Est.
Le 18 juin 1957, lors de la commémoration de l'appel du général de Gaulle, Charles Hernu est giflé publiquement au Mont Valérien par l'ancien résistant Georges Jouvent qui, ulcéré de n'avoir pas été élu sur la liste d'élus, le traite de collaborateur. L'incident est relaté par Paris-Presse l'Intransigeant.
En 1958, Hernu fait partie, avec Pierre Mendès France et François Mitterrand des cinq députés non communistes qui ne votent pas l'investiture du Général de Gaulle. Dès lors, les jeux sont faits. C'est à cette occasion que naît la transmission de témoin entre Mendès-France et Mitterrand.

### Rapprochement avec François Mitterrand
Si en 1962, Hernu rejoint le PSU par fidélité mendèsiste, il se rapproche de François Mitterrand : il est le directeur de communication du candidat de gauche lors de l'Élection présidentielle de 1965, contraint par Mitterrand d'être secondé par un ami de celui-ci, Jean-André Faucher, bien que ce dernier ait été un ancien collaborateur condamné à mort par contumace par la cour d'assises de la Haute-Vienne en 1944, et qu'il ait participé à la diffusion dans les ateliers de la Grande Loge de France des informations relayées par Albertini[réf. nécessaire]. Selon certains membres du Club des Jacobins, il faut sans doute voir dans ce fait l'origine des ennuis futurs de Charles Hernu.
Il adhère ensuite à la Fédération de la gauche démocrate et socialiste (FGDS) puis au PS et, bien qu'ayant été réformé à deux reprises, devient tout au long des années 1970, le spécialiste des questions de défense au sein du Parti socialiste. Il crée en avril 1974 « le Coran », Convention des officiers de réserve pour l'armée nouvelle, qui fusionne ensuite avec la Commission de la défense du PS. Il devient le responsable de la politique du parti pour les questions militaires et nucléaires. Alors que le Programme commun de Gouvernement entre le PS et le Parti communiste, entre 1972 et 1978, puis, le Projet Socialiste de 1981 prévoyaient la renonciation à l'arme nucléaire par la France, Charles Hernu engage une réflexion, au sein du PS, qui conclut très rapidement à son maintien, avec le soutien tacite de Mitterrand et de Jean-Pierre Chevènement. Cette contradiction renforce Mitterrand sur sa droite et provoque des protestations de son aile gauche.
Ses activités sous Vichy sont utilisées comme argument électoral par le gaulliste François Gerbaud lors de l'élection législative de juin 1968 à Châteauroux, où Charles Hernu s'était présenté, et reprises par le journaliste Martin Salvadori dans Juvénal à la même époque.
En mars 1977, il est élu maire de Villeurbanne. Il est élu député l'année suivante alors que précédemment, il avait été battu quatre fois de suite aux législatives.

### Ministre de la Défense et affaire duRainbow Warrior
En mai 1981, il devient ministre de la Défense après la victoire de François Mitterrand à l'élection présidentielle de 1981. Il est contraint à la démission en septembre 1985, à la suite de l'Affaire du Rainbow Warrior, le dynamitage par les services secrets français d'un navire de Greenpeace en Nouvelle-Zélande qu'il avait ordonné sans en référer à ses supérieurs (Laurent Fabius, alors Premier ministre, et François Mitterrand).
Le 10 avril 1984, il préside à la base aérienne de Toulouse-Francazal la cérémonie d'hommage aux neuf parachutistes du 17e régiment de génie parachutiste de Montauban, tués accidentellement trois jours plus tôt au Tchad dans le cadre de l'opération Manta. Après avoir remis aux neuf soldats la médaille du mérite militaire à titre posthume, Charles Hernu présente ses condoléances aux familles. Lionel Réhal, frère du caporal Laurent Réhal, l'une des victimes, a alors un vif échange avec le ministre au cours duquel il aurait lancé : « On t'aura ! On te fera la peau. C'est pas le moment de donner des médailles. On veut savoir la vérité ». Il part ensuite au parking chercher sa voiture qu'il projette contre le groupe des personnalités, ratant de peu le ministre et le général Jeannou Lacaze, chef d'état-major des armées. Il fait demi-tour et, après avoir renversé un cercueil, est stoppé par l'officier de sécurité du ministre qui ouvre le feu à quatre reprises et le blesse à la cuisse. Charles Hernu qualifie l’événement de « pénible incident ».

### Fin de carrière et mort

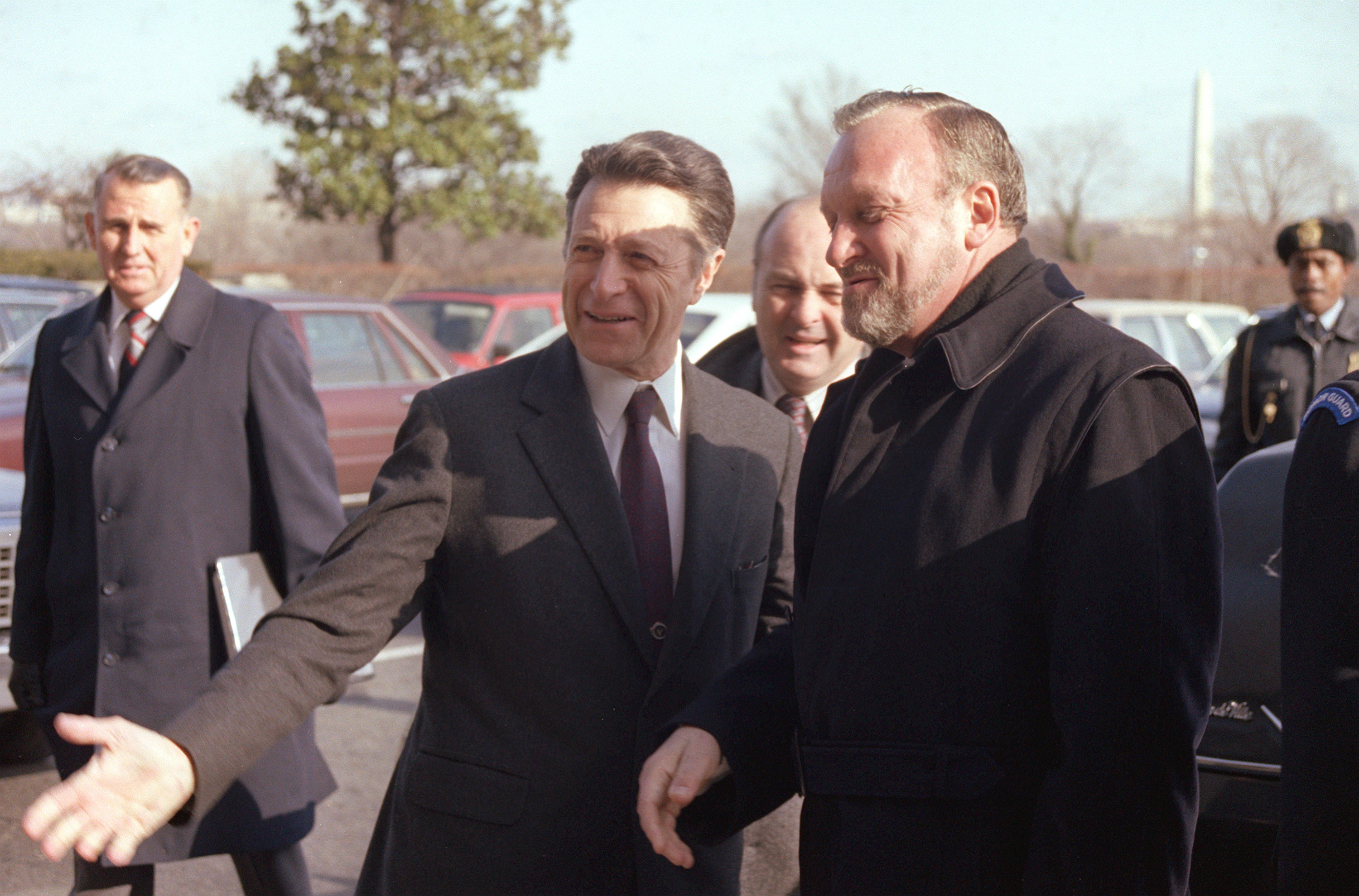
Charles Hernu, à droite, en compagnie de Caspar Weinberger, secrétaire américain à la Défense, en janvier 1983 au Pentagone.

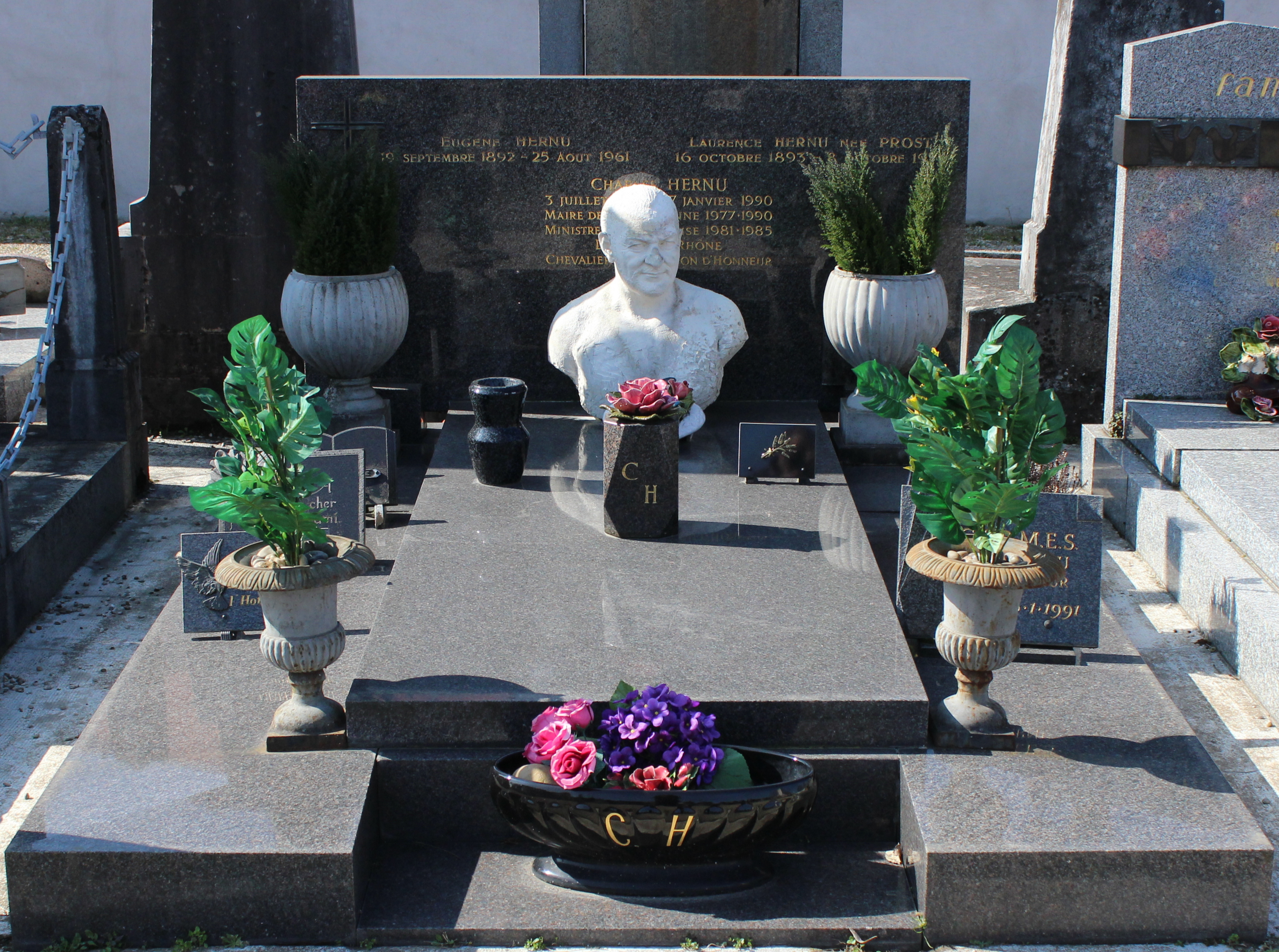
Tombe.

Charles Hernu est réélu député du Rhône aux élections législatives en 1986 et réélu à celles de 1988.
Le 17 janvier 1990, il meurt d'une crise cardiaque en prononçant une allocution lors d'un meeting à Villeurbanne devant la communauté arménienne.
Il repose au cimetière ancien de Villeurbanne auprès de ses parents.

### Vie privée
Marié cinq fois (notamment en 1944 à Jeanne Puillat ; en 1963 à Jacqueline Chabridon, dont il divorce après la liaison de cette dernière avec Jacques Chirac,, alors Premier ministre ; et, en 1975, à Dominique Tétreau), Hernu connaît une vie compliquée au point que ses trois fils cadets ne rencontrent que très tardivement l'aîné issu d'une première union.[réf. nécessaire] Il est le père de Patrice Hernu (1948-2023), fonctionnaire et homme politique, auteur du livre Affaire Hernu. Histoire d'une calomnie (1997).
Réputé pour « tout raconter à sa femme », il n'est pas mis au courant par les services intérieurs de contre-espionnage de la DST lors de l'affaire Farewell, la plus importante percée du XXe siècle des secrets du KGB par un service de contre-espionnage occidental. « Si la règle avait été suivie, c'est le SDECE, renommé en 1982 DGSE qui aurait dû être saisi, car l'affaire se déroule à l'étranger : à Moscou. Le ministre de la Défense socialiste, Charles Hernu, dont dépend la DGSE, est l'ami fidèle de François Mitterrand : il aurait dû être mis au courant. Marcel Chalet [directeur de la DST] décide de n'avertir que son ministre de tutelle, l'ancien résistant Gaston Defferre, le ministre socialiste de l'Intérieur. »
Gaston Defferre dit alors à Marcel Chalet : « N'en parlez pas à Hernu. Il raconte tout à sa femme. Si vous l'informez, dans la demi-journée tout Paris va être au courant. » Sa vie privée interfère directement, en cette occasion, avec l'importance de ses fonctions politiques.

## Polémiques, controverses et affaires

### Révélations deL'Idiot international
En 1989, le journal satirique L'Idiot international, publication que dirige le journaliste et écrivain Jean-Edern Hallier, publie un long article qui sous le titre Hernu cul nu veni vedi Vichy détaille les accusations portées contre Charles Hernu à propos de son passé sous l'Occupation, mais ce dernier ne dépose jamais plainte. En septembre 1989, à l'occasion des cérémonies du 45e anniversaire de la Libération de Villeurbanne, Hernu est apostrophé publiquement sur son passé par Hallier et par l'auteur de l'article Jacques Lambert, pseudonyme du journaliste Jean-Moïse Braitberg. Charles Hernu dépose plainte juste avant sa mort.[réf. nécessaire]
L'émission Rendez-vous avec X de France Inter diffusée le 9 mars 2013, reprenant les informations contenues dans le livre de Frédéric Charpier Les Valets de la guerre froide a évoqué le rôle de l'officine dirigée par Georges Albertini dans la diffusion des révélations sur le passé de Charles Hernu, affirmant par ailleurs qu'en ce qui concernait la plainte déposée contre lui par Arthur Wolberg il n'existait pas de preuves. Or, dans son numéro 24 paru en mai 2013, le magazine Franc-maçonnerie magazine publie un long article de Jean-Moïse Braitberg qui, sous le titre « Hernu-Faucher des collabos en loge » donne des références précises sur la plainte déposée contre Hernu par Arthur Wolberg, l'interrogatoire d'Hernu à la prison de Grenoble et l'ordre de réquisition qu'il avait obtenu. Pour autant, Patrice Hernu continue d'affirmer que ces informations inédites jusque-là sont des calomnies tirées du dossier constitué par Albertini. Patrice Hernu a aussi prétendu, sans pouvoir en apporter la preuve, que Jean-Edern Hallier l'avait invité dans son émission Paris Première, après la mort de son père, pour lui confier l'origine réelle des informations et lui dire toute l'admiration qu'il avait en fait pour Charles Hernu.
En 2013, le livre de Frédéric Charpier, journaliste d'investigation, Les Valets de la guerre froide. Comment la République a recyclé les collabos, détaille comment Albertini opérait, en toute discrétion, sous couvert d'une organisation que ses employés surnomment la Centrale, au sein de laquelle se camouflaient nombre d'anciens collaborateurs pour la plupart anciens communistes et anciens socialistes, pour atteindre les proches de Pierre Mendès France, dès 1947, en trafiquant au besoin des documents originaux. Dans l'émission Rendez-vous avec X de France Inter diffusée le 9 mars 2013, le journaliste Patrick Pesnot et son mystérieux interlocuteur évoquent longuement le rôle de la Centrale dans les accusations d'espionnage portées contre Hernu, sans pour autant démentir son passé vichyste mais en le minimisant.

### L'affaire duRainbow Warrior
Le 10 juillet 1985, le navire de Greenpeace le Rainbow Warrior I est dynamité dans le port d'Auckland en Nouvelle-Zélande par des agents de la DGSE. Cet attentat coûte la vie à Fernando Pereira, photographe néerlandais, d'origine portugaise. Le scandale du Rainbow Warrior éclate et entraîne deux mois plus tard la démission de Charles Hernu. La plupart des observateurs s'accordent pour dire qu'il a servi à cette occasion de « fusible » pour de « plus hautes autorités » certainement informées de l'opération. À sa mort, visant Laurent Fabius qui l'avait alors sacrifié en restant dans ses fonctions, son épouse déclara que certaines personnes ne seraient pas les bienvenues à ses obsèques.
En 2005, le journal Le Monde publie des extraits d'un rapport daté de 1986 écrit par l'ancien chef de la DGSE, l'amiral Pierre Lacoste. D'après le quotidien, l'amiral Lacoste affirme que les espions français qui ont posé les bombes ont agi sous l'ordre de François Mitterrand lui-même.
Pour être précis, Lacoste déclare en mai 1985 : « il aurait rencontré le président Mitterrand pour lui faire part d'une action de « neutralisation » du navire de Greenpeace que le président aurait approuvée… Mais Lacoste ne prétend pas que Mitterrand en connaissait les détails… Seul le cabinet d'Hernu savait… Mitterrand savait simplement sans en connaître les détails (le fait de poser une bombe) et la date mais en gros qu'une action allait être menée contre le Rainbow Warrior… Aurait-il accepté s'il en avait connu les détails ? Peut-être pensait-il naïvement que l'action serait la même qu'en 1973 à savoir un abordage ? »
« Il n'y a pas de place pour le doute : François Mitterrand a approuvé une opération contre Greenpeace, afin d'empêcher que les écologistes gênent les essais nucléaires. Mais qui a défini les modalités, et organisé une opération aussi détonnante ? Le ministre de la Défense Charles Hernu traverse à ce moment-là de graves problèmes, mêlant alcoolisme et sentiment d'invulnérabilité. C'est lui qui donne le feu vert à cette opération : envoyer par le fond un vieux chalutier qui voulait gêner des essais nucléaires. »
Pour une raison encore inconnue, Jacques Chirac, qui connaissait l'implication du président, ne s'est pas servi de cette information contre lui lors de la campagne électorale de 1988. La raison en était probablement que la France ne disposait pas des capacités de simulation des essais nucléaires, qui auraient permis d'éviter les essais souterrains dans l'atoll de Moruroa. Chirac ne voulait probablement pas révéler ce retard technologique par rapport aux États-Unis. Dès son élection à la présidence de la République, il a donc mis la priorité sur ces recherches.

### Accusations d'espionnage
En octobre 1996, le magazine L'Express publie une enquête selon laquelle Charles Hernu aurait été pendant dix ans durant la guerre froide, sous le nom de code « Dinu », un agent des services de renseignement soviétiques et des services satellites de l'URSS,, notamment du Darjavna Sigurnost bulgare.
Le Monde évoque l'affaire en affirmant notamment : « la Direction de la surveillance du territoire (DST) reste convaincue que l'ancien ministre de la défense fut un agent de l'Est de 1953 à 1963, et se dit dans l'incapacité d'exclure formellement que les services soviétiques aient eu encore, par la suite, recours à lui. » Le quotidien explique que c'est Mihai Caraman, l'ancien patron de la Securitate roumaine à Paris qui a apporté en 1992 à la DST le dossier sur la collaboration de Charles Hernu, entre 1953 et 1963, avec les services d'espionnage bulgares, puis roumains. « L'enquête de la DST ayant conclu à la solidité du rapport de synthèse fourni par Mihaïl Caraman, le dossier avait été transmis, à l'automne 1992, au président de la République, François Mitterrand. »
Les fils de Charles Hernu portent plainte pour diffamation, réclament 30 millions de francs de dommages-intérêts à L'Express et demandent la non parution du livre. Accusant L'Express d'avoir tenté de tromper la chambre civile en versant au dossier des documents dont ils contestent l'authenticité, ils portent plainte également pour tentative d'escroquerie au jugement, faux et usage de faux. Leur plainte pour diffamation est déclarée recevable par un jugement du 26 mars 1997 rendu par la 1re chambre civile du tribunal de grande instance de Paris. Le tribunal décide cependant de surseoir à statuer, dans l'attente de la décision qui sera rendue, en matière pénale, par la 17e chambre correctionnelle du tribunal de Paris sur la plainte pour tentative d'escroquerie au jugement, faux et usage de faux.
En définitive, poursuivis pour recel de violation du secret professionnel, Jean-Marie Pontaut et Jérôme Dupuis, les journalistes auteurs de l'enquête, comparaissent en octobre 2002 devant la 17e chambre correctionnelle. Jacques Fournet, ancien directeur de la DST comparaît à leurs côtés pour avoir confirmé en 1996 que la DST détenait depuis 1992 un dossier « Hernu » classé secret défense (il avait apporté ce dossier au président Mitterrand). La famille de Charles Hernu s'est constituée partie civile. Le 3 décembre, le tribunal relaxe les deux journalistes et condamne Jacques Fournet à 2 500 euros d'amende.
L'un des fils, Patrice Hernu, publie en 1997 un livre, Affaire Hernu. Histoire d'une calomnie, qui cherche à démonter les affirmations reprises par Jean-Marie Pontaut et Jérôme Dupuis dans leur Enquête sur l'agent Hernu, publiée elle aussi en 1997 : les deux journalistes réaffirment leur accusation sur la foi de documents remis en 1992 à la DST par Mihaïl Caraman, chef des services secrets roumains en poste en France pendant onze ans jusqu'en 1969. D'après eux, Charles Hernu fut recruté en mars 1953 par un agent secret de l’ambassade de Bulgarie à Paris, Raïko Nikolov, et rétribué mensuellement de 40 000 à 50 000 anciens francs par les services secrets de l’Est (par le KGB d'abord, puis, après que l'OAS a plastiqué son appartement dans la nuit du 26 au 27 juillet 1961, par la Securitate) pour ses notes et synthèses.
Selon Roger Faligot et Pascal Krop, auteurs d'un livre sur la DST, Hernu a été victime d'une « sombre machination ». Ils soulignent que les informations données par le jeune Hernu étaient bien anodines (des fiches sur les hommes politiques français ou sur le PSU) : selon Raïko Nikolov, « Charles Hernu n'était qu'une de mes nombreuses connaissances à Paris. Mes contacts avec lui étaient normaux et ne dépassaient pas le cadre des obligations convenues et officielles d'un diplomate. [...] Ce que j'ai pu entendre de sa part ne peut absolument pas être qualifié "d'information d'agent". » Pour sa part, Ion Mihai Pacepa, ancien chef des services secrets roumains passé à l'Ouest en 1978, ignore tout de Charles Hernu, qui est également absent des archives Mitrokhine.
Le journaliste Vincent Nouzille, après avoir étudié les archives de la CIA couvrant la période de la Cinquième République jusqu'à 1981, écrit dans son livre que Charles Hernu fut au contraire un informateur de l'agence de renseignement américaine durant la fin des années 1960. La CIA aurait incité nombre d'opposants à Charles de Gaulle à informer les États-Unis sur la vie politique française.

### Charles Hernu et la franc-maçonnerie
Charles Hernu est initié en 1947 à la loge « La tradition Jacobite », devenue « La tradition jacobine » de la Grande Loge de France à Saint-Germain-en-Laye. Il est également affilié à la loge Aristide Briand du Grand Orient de France à Paris à partir de 1950, ainsi qu'à partir de 1953 à la loge no 556 « Chéops » de la Grande Loge de France, puis il rejoint en 1955 la loge « Locarno » du Grand Orient de France. À partir de 1959, il en est membre à part entière, la loge est renommée « Locarno 28 » en 1972. C'est dans cette loge que se retrouve l'état major du Club des Jacobins au premier rang desquels Guy Penne. Charles Hernu devient vénérable à la fin des années 1960 avant d'être radié en 1979. Après son élection à la mairie de Villeurbanne en 1977, Charles Hernu retourne à la Grande Loge de France en 1978 et s'affilie à la loge no 155 « Tolérance et cordialité » à Lyon.
Le mensuel Franc-maçonnerie Magazine[Quand ?] révèle également le contenu du procès-verbal d'un jury maçonnique convoqué en juillet 1956 pour examiner les accusations portées contre lui au regard de son passé. Ce jury est composé de francs-maçons anciens résistants et déportés parmi lesquels l'ancien déporté proche de Serge Klarsfeld, Julien Aubard « Obarjansky ». Charles Hernu reconnaît que ses ennuis ont fait suite à la plainte d'un commerçant juif et prétend que cette accusation avait été « reconnue fausse ». Alors que les membres du jury ont signé ce procès-verbal, il est mentionné qu'Hernu refuse de signer, avançant qu'il n'a « aucun intérêt à le faire ». Par la suite, Julien Aubard, qui appartenait aux instances dirigeantes de la Ligue internationale contre le racisme et l'antisémitisme (Licra), demande à Hernu d'en abandonner la vice-présidence.

### ASVEL
Charles Hernu fut président du club de basket-ball de l'ASVEL Lyon-Villeurbanne de 1988 à sa mort. Durant sa présidence, il engage Yvan Mainini, ancien arbitre international et futur président de la Fédération française de basket-ball, au poste de directeur général, avant de le remercier après quelques semaines seulement.

## Mandats et fonctions

### Fonctions gouvernementales
Ministre de la Défense dans les gouvernements suivants :
- gouvernement Pierre Mauroy (1) : du 22 mai au 23 juin 1981 ;
- gouvernement Pierre Mauroy (2) : du 23 juin 1981 au 22 mars 1983 ;
- gouvernement Pierre Mauroy (3) : du 22 mars 1983 au 19 juillet 1984 ;
- gouvernement Laurent Fabius : du 19 juillet 1984 au 20 septembre 1985.

### Mandat national
- Député radical-socialiste de la Seine : 1956-1958,
- Député PS du Rhône : élu en 1978, réélu en 1981, en 1986 et en 1988 (jusqu'à son décès en 1990).

### Mandat local
- Maire de Villeurbanne : de 1977 à 1990.

## Postérité
- La ville natale de Charles Hernu est Quimper, préfecture du Finistère. Une rue y porte son nom, à proximité du quartier de la Terre Noire.
- Charles Hernu ayant été maire de Villeurbanne de 1977 à 1990, la ville a donné son nom à une place qui elle-même a donné son nom à la station de métro Charpennes-Charles Hernu[34]. Celle-ci est la première station des lignes A et B située sur la commune de Villeurbanne. Depuis janvier 1990, la place où se trouve cette station de métro a été renommée place Charles-Hernu.

## Publications
- La Colère usurpée, Éditions CH, 1959
- Priorité à gauche, Denoël, 1969
- Soldat-citoyen. Essai sur la défense et la sécurité de la France, Flammarion, 1975
- Chroniques d'attente. Réflexions pour gouverner demain, Téma-éditions, 1977
- Villeurbanne, cité bimillénaire. 50 ans avant J.-C.-1945, GAEV, 1977
- Nous... Les Grands, Press-Fernand Galula, 1980
- Le Socialisme municipal (Bernard Meuret), Presses universitaires de Lyon, 1982
- Défendre la paix, JC Lattès, 1985
- Lettre ouverte à ceux qui ne veulent pas savoir, Albin Michel, 1987